# 전우근
전우근(全雨根, 1977년 2월 25일 ~ )은 대한민국의 은퇴한 축구 선수이자 현 지도자이다.